# مدال «برای پیروزی بر آلمان در جنگ بزرگ میهنی ۱۹۴۱-۱۹۴۵»
مدال «برای پیروزی بر آلمان در جنگ بزرگ میهنی ۱۹۴۱–۱۹۴۵» (به روسی: Медаль «За победу над Германией в Великой Отечественной войне) یک نشان نظامی اتحاد جماهیر شوروی بود که در ۹ مه ۱۹۴۵ با فرمان هیئت رئیسهٔ شورای عالی اتحاد جماهیر شوروی برای نشان دادن مشارکت نظامی در پیروزی نیروهای مسلح شوروی بر آلمان نازی در جبههٔ شرقی بنیان نهاده شد.